# 新聞小説
新聞小説（しんぶんしょうせつ）とは、新聞に連載される小説。

## 欧米の新聞小説
19世紀、小説の発表形式には最初から書籍として発表する場合、雑誌連載あるいは新聞連載で後に書籍とする場合、月刊分冊（monthly parts）の場合があった。
特にフランスでは新聞連載の小説は「ロマン・フィユトン」と呼ばれ大衆小説を担っていた。そのフランス初の新聞小説は1836年のオノレ・ド・バルザックの『老嬢』であるといわれている。
20世紀初頭、アメリカでは読者獲得をめぐる新聞社間での激しい競争がおこり、新聞小説を書く作家も有名人、知識人として新聞社が売り出すようになった。
新聞小説として連載された著名な作品には次のようなものがある。
- チャールズ・ディケンズ『主イエスの生涯』（ディケンズ死後の1934年に複数紙で連載）[4]
- エーリヒ・マリア・レマルク『西部戦線異状なし』（1928年、フォシッシェ・ツァイトゥング紙で連載）[4]
- アーサー・コナン・ドイル『恐怖の谷』（1914年、ニューヨーク・トリビューン日曜版で連載）[4]
- ヒュー・ロフティング『ドリトル先生』（1920年代初頭、ニューヨーク・トリビューン紙で連載）[4]

20世紀初頭の新聞小説の浸透は、印刷技術の向上、識字率の上昇、新聞社間の競争との相乗効果でもたらされ、主に中流階級の読者層の文学的嗜好に大きな影響を及ぼしたとされる。

## 日本の新聞小説

### 代表的な新聞小説家
日本近代文学で代表的な新聞小説家は、1907年（明治40年）に『朝日新聞』の専属作家となった夏目漱石であろう。漱石は、「文壇の裏通りも露地も覗いた経験のない、教育ある且尋常なる」（「『彼岸過迄』に就て」『朝日新聞』1912・1・1から引用）一般読者のために、彼らの期待のあり方をたくみに念頭に置いて、『虞美人草』(1907・6・23～10・29)以降すべての作品を執筆した。読者側としても、毎日、毎日、きのうの余韻に浸りながら本日分を読み、あしたへと期待をつないだわけである。こうした新聞小説における作者と読者の関わり方は、今日流の全集本文を読むだけではなかなか窺い知れないものである。

### 漱石が『彼岸過迄』の連載を始める際に書いた予告文
「東京大阪を通じて計算すると、吾朝日新聞の購読者は実に何十万といふ多数に上つてゐる。其の内で自分の作物を読んでくれる人は何人あるか知らないが、其の何人かの大部分は恐らく文壇の裏通りも露路も覗いた経験はあるまい。全くただの人間として大自然の空気を真率に呼吸しつゝ穏当に生息してゐる丈だらうと思ふ。自分は是等の教育ある且尋常なる士人の前にわが作物を公にし得る自分を幸福と信じてゐる」

### 新聞小説の歴史――芥川龍之介の主な作品を通して
漱石を師と仰ぐ芥川龍之介は、「狢（むじな）」のような短い作品を『読売新聞』（1917・3・11）に発表することもあったが、本格的な新聞小説としては『大阪毎日新聞』夕刊の「戯作三昧」（1917・10・20～11・4、15回）が最初であった。芥川は、『朝日新聞』のライバルであった同紙と1918年3月に社友契約を結び、翌年4月には社員となった。「出社の義務を負わず、年に何本か
の小説を寄せ、他の新聞には執筆しない」という契約内容を見ると、漱石の『朝日新聞』入社を思い起こさせる。社友契約後最初の作品は「地獄変」（1918・5・1～22、20回）であり、これ以降は「邪宗門」（1918・10・23～12・13、32回）その他、『東京日日新聞』（朝刊）にもほぼ同時に掲載された（当時の『東京日日新聞』にはまだ夕刊がなく、発行されたのは1923年9月からである）。
芥川が同紙の社員になってからの第一作は、「路上」（1919・6・30～8・8、36回）であり、その後の作品には、「素戔嗚尊（すさのをのみこと）」（1920・3・30～6・6、45回）、「奇怪な再会」（1921・1・5～2・2、17回）、「上海遊記」（1921・8・17～9・12、21回）、「江南遊記」（1922・1・1～2・13、28回）があるが、芥川の新聞小説の数は意外に少なく、社員になってからも他のメディアへ発表する作品の方が多かったという点で、漱石とはひじょうに違っている。ある書簡の中で、「毎日うんうん云ひながら新聞小説を書いている」と述べているが、執筆に苦労し休載する日が多かったという点でも漱石とはだいぶ差があり、芥川は新聞の執筆形態には向いていなかったのかもしれない。

### 新聞初出本文の意義と問題点
芥川龍之介当時の『大阪毎日新聞』の夕刊は、朝刊と同じく1ページに10段、1行16文字、ルビ付き活字による、総ルビ付きの本文で、芥川の新聞小説は第1面下部に掲載されることが多かった。新聞小説においては、漱石は言うまでもなく芥川においても、新聞掲載の初出の本文がもっと重視されるべきではないであろうか。限られた少数の読者にしか読まれなかった同人誌発表の作品ならともかく、新聞掲載の本文は他のメディアとは比較にならないほど多数の読者を獲得したはずだからである。しかし最新の『芥川龍之介全集』全23巻（岩波書店、1995-98）を含む従来の全集は、新聞小説の本文も他の雑誌掲載の作品と同列に扱い、芥川のその後の改稿の手が入ったという理由だけで後の単行本の方を機械的に底本にしてきた。こうした十把一絡げな編集方針は早急に改め、新聞に掲載された初出本文を、その掲載形態にまで配慮しもっと人目に触れさせる必要がある。
東京版（芥川の場合は東京日日）と大阪版（芥川の場合は大阪毎日）の両方に掲載された新聞小説においては、漱石の場合もそうであったが、両者間に認められる本文の異同がいつも問題となる。漱石の場合は、初期の数作品を除きほとんどの自筆原稿が東京朝日へ送られ、東京版がまずそこで組まれた。大阪版は、自筆原稿そのものからではなく、東京から送られたゲラ刷りをもとに製作されたと推定される。
芥川の場合はこれとは逆で、自筆原稿が先に大阪へ送られそこで大阪版が組まれ、東京版は大阪版のゲラ刷りから製作されのではないかと思われる。その場合東京版は大阪版のリプリントということになる。芥川の単行本は、漱石の単行本と同じく東京版を底本にしているようなので、漱石の単行本に比べても自筆原稿からさらに一歩離れた本文ということになり、それだけ多くの問題を抱えることになる。芥川の新聞小説においては、その点からも初出新聞原紙の重要性が高まるのである。